# Batalla de les Aigües Blaves
La batalla de les Aigües Blaves (belarús; Бітва на Сініх Водах, lituà: Mūšis prie Mėlynųjų Vandenų, ucraïnès: Битва на Синіх Водах) va ser una batalla medieval que va tenir lloc en algun moment entre el 24 de setembre i el 25 de desembre de 1362 prop del Sini Vodi del riu Buh Meridional entre els exèrcits del Gran Ducat de Lituània i l'Horda d'Or.
Prenent avantatge del desordre intern a l'Horda d'Or per la mort dels kans Jani Beg i Berdi Beg, el Gran Duc Algirdas va organitzar una campanya cap a territori tàrtar. El 1363 Algirdas marxava entre el baix Dnièper i el riu Buh Meridional.
Els lituans i rutens van guanyar una victòria decisiva contra 3 noyan locals del kan Jochid Murad. La victòria va portar a la ciutat de Kíev i gran part de la Ucraïna actual, incloent les poques poblades Podíl·lia i Dykra, sota el control del Gran Ducat de Lituània, en expansió. El ducat també va guanyar accés al mar Negre. Algirdas va deixar al seu fill Vladímir a Kíev. Kíev ja estava sota semi-control de Lituània des de la batalla del riu Irpin a principis de la dècada de 1320. Després de prendre Kíev, Lituània va esdevenir veí directe i rival del Principat de Moscou. Podolia ser confiada durant la batalla dels comandants i nebots d'Algirdas: Aleksander, Yuri, Konstantin, i Teodor, fills de Karijotas.